# Jacqueline Crevoisier

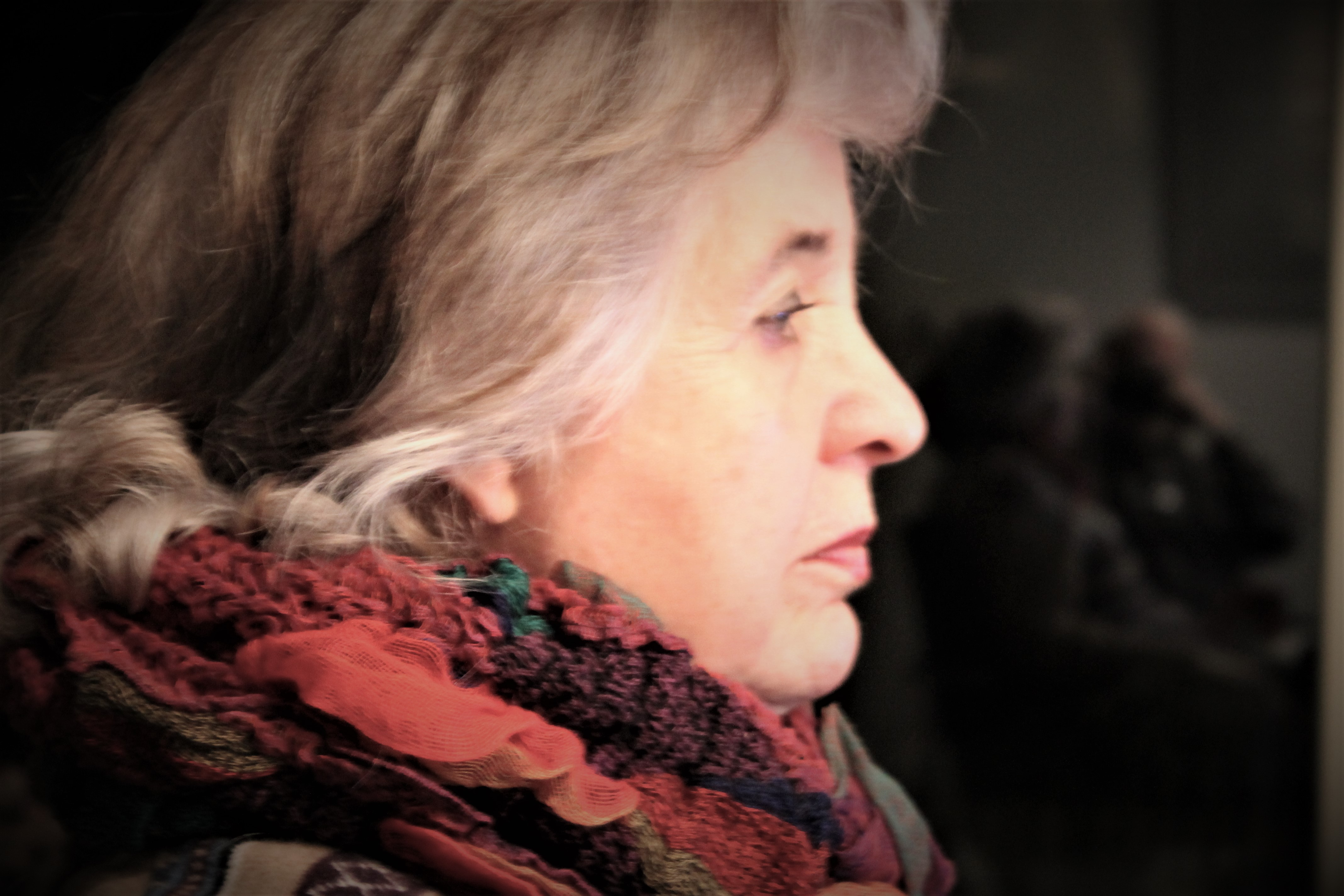

Jacqueline Crevoisier (Zürich, 17 mei 1942 - Abcoude, 28 juli 2016) was een Zwitsers auteur, regisseur en vertaler van Marten Toonders Bommelverhalen.

## Biografie
In Nederland was Crevoisier bekend als tv-regisseur van Teleac-, AVRO- en NCRV-programma's en vooral als vertaler van verhalen uit de door Marten Toonder geschreven Bommelsaga. Toonder was zelf verrast door de resultaten van haar vertalingen:"Het bewijst eigenlijk, dat het toch een kwestie is van trillingen of psi-factoren, en dat het alleen gedaan kan worden door iemand die hetzelfde soort taalgevoel en HUMOR heeft". Hij noemde haar zijn 'droomvertaalster'.

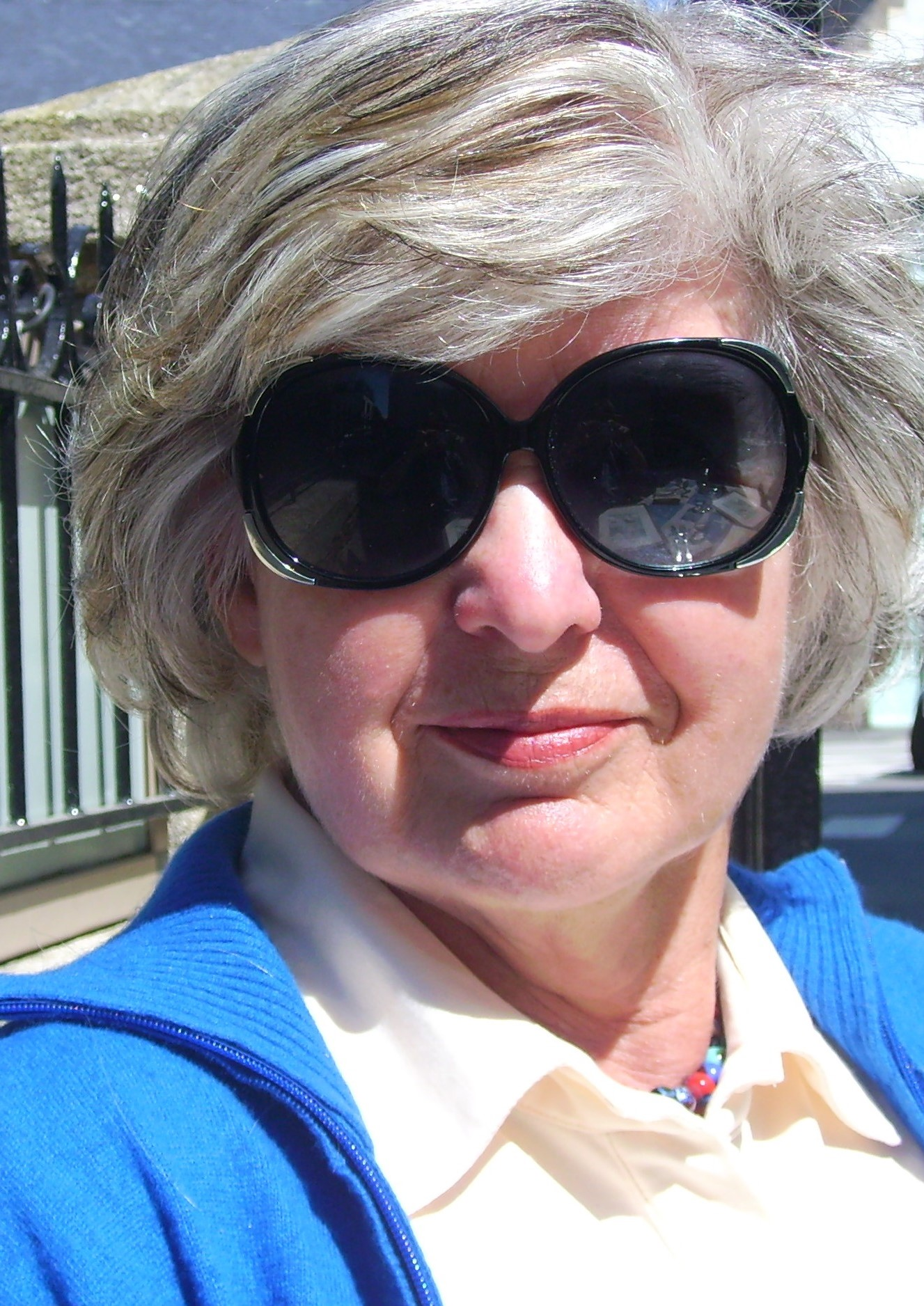
Jacqueline Crevoisier

Ze vertaalde onder meer Der Grosse Einlader (De Grote Onthaler), Die Überdirektoren (De bovenbazen), Ausfäller  (De Uitvalsels ) en Die Plattwalzer (Het platmaken) naar het Duits.
Binnenkort verschijnen andere delen uit de Bommelsaga in vertaling bij  : (Het Vergeetboekje) "Der Gedankenlöscher" ,(De Gezichtenhandel ) en ( De Antiloog), "Der Krummdenker".
Zij schreef gedichten en korte verhalen in de Feuilletons van een aantal Zwitserse bladen en kwam in 1971 als regisseur bij de Zwitserse Televisie SRG.
Crevoisier woonde sedert 1976 met haar Nederlandse echtgenoot Rien van der Schee als "freie Schriftstellerin" en samensteller/regisseur voor radio en televisie in Abcoude, en vervaardigde culturele en informatieve documentaires voor onder andere AVRO, NCRV en Teleac, onder meer tv-portretten over Peter Vos, Hans Obrecht en Marten Toonder.
Zij schreef verscheidene hoorspelen en radioteksten voor onder meer SWF, SRG, ORF, SFB, NCRV en VARA.
In juli 1987 verleende de Deutsche Akademie der Darstellenden Künste in Frankfurt haar radiosatire Die bonbonrosa fluoreszierende Einkaufstasche oder Frau Marlies Hennipmann probt den Aufstand de eretitel "Hoorspel van de maand" (de Vara zond hiervan de Nederlandse vertaling uit met Maria Lindes). Vanaf 1989 was ze lid van de PEN-club. In 1989 verscheen de eerste Duitse uitgave van de tot dan toe als onvertaalbaar geldende teksten uit Marten Toonders Bommelsaga. Toonder benoemde Crevoisier daarna tot zijn geautoriseerde vertaalster met alleenrechten voor het Duitstalige gebied van alle Bommelverhalen, die hij vervolgens samen met haar selecteerde.
In 1996 vond de "Europawoche" plaats in Berlijn en Schwerin:"Literaire Europavisies". Crevoisier las evenals andere auteurs uit vijf landen voor uit eigen werk en er vonden discussies plaats met het publiek. Bovendien trad Crevoisier geregeld op in Duitse bibliotheken, tijdens seminaries aan universiteiten, en bijvoorbeeld in 1993 tijdens Story International te Rotterdam, het vertaalproject Marten Toonder “Als u bedoelt wat ik begrijp”  en bij culturele congressen, onder andere bij de uitwisseling Duitsland-Nederland 1995 "Übersetzen als Kulturvermittlung","Die unverzagte Verzweiflung des Herrn von Stand Olivier B. Bommel oder wie auch eine Dame von Ehre niederländisches Literaturlicht in deutschsprachige Finsternis bringen kann" 
Zij fungeerde in 1999 als officiële Zwitserse gedelegeerde tijdens "The Second Roundtable of European Poetry" met 28 dichters uit 21 landen. Stond ingeschreven als lid van het beroepsregister-SSV, Schweizerischer SchriftstellerVerband en verkreeg in 2000 en 2002 daarvan werkbeurzen.

### Prijzen
In 2012 nam Crevoisier van haar vaderstad de eerste prijs voor poëzie in ontvangst, de 'Zürcher Lyrik-Preis'; met name voor het gedicht Abendgebet der Spassgesellschaft. De Laudatio spreekt Dr. Charles Linsmayer. In Offenburg werd haar in mei 2016 de Europese vertalersprijs toegekend, de 'Europäischer Übersetzer- und Entdeckerpreis'.